# Світ Юрського періоду: Відродження
«Світ Юрського періоду: Відродження» (англ. Jurassic World Rebirth) — американський науково-фантастичний фільм 2025 року. Режисер фільму — Гарет Едвардс, сценарист — Девід Кепп, який написав сценарії перших двох частин: «Парк Юрського періоду» (1993) і «Парк Юрського періоду 2: Загублений світ» (1997). У головних ролях зіграли Скарлетт Йоганссон, Джонатан Бейлі, Мануель Гарсіа-Рульфо, Руперт Френд і Магершала Алі.

## Синопсис
У 2008 році компанія InGen керує дослідницькою лабораторією на острові Сен-Юбер в Атлантичному океані. Через випадкову несправність з вольєра виривається генномодифікований шестиногий тиранозавр «Distortus rex». Персонал тікає з лабораторії, динозавр убиває одного співробітника.
У 2025 році, через 5 років після подій «Домініону», екологія планети виявилася здебільшого несприятливою для динозаврів. Ті, що залишилися, існують в ізольованому екваторіальному середовищі з кліматом, подібним до того, в якому вони колись процвітали. Мартін Кребс, керівник фармацевтичної компанії ParkerGenix, залучає колишню військову Зору Беннетт до співпраці з палеонтологом Генрі Лумісом. Їхня мета — отримати зразки біоматеріалу з трьох найбільших динозаврів, що залишилися. Їхній генетичний матеріал може стати ключем до нового методу лікування серцевих захворювань.
У барі в Суринамі Зора запрошує свого давнього друга Дункана Кінкейда очолити експедицію. Він бере з собою водія човна Леклерка, найманку Ніну та начальника служби безпеки Боббі Атвотера. Їхня експедиція вирушає на острів Сен-Юбер, щоб взяти зразки в мозазавра, титанозавра й кетцалькоатля. Тим часом яхта Рубена Дельгадо пливе повз острів. На борту також є його доньки Ізабелла та Тереза. З ними подорожує хлопець Терези, Ксав'єр Доббс, до якого Рубен ставиться неприязно. Яхта зазнає аварії через напад мозазавра та викликає по радіо допомогу. Експедиція відгукується на сигнал.
Невдовзі команда зустрічає мозазавра та бере зразок його ДНК, але істота повертається з групою спінозаврів та атакує корабель, вбиваючи Боббі. Тереза намагається викликати по радіо допомогу, але Мартін перешкоджає їй, щоб приховати таємницю місії. Тереза падає за борт після того, як Мартін відмовляється їй допомогти. Ксав'єр стрибає за борт, щоб врятувати її, а за ним вирушають Рубен та Ізабелла, які потім відділяються від експедиційної команди. Мозазавр заганяє корабель на мілину, а Ніну вбиває на березі спінозавр. Зора повідомляє решті, що вона заздалегідь найняла рятувальний гелікоптер, який прилетить за 24 години.
Команда знаходить стадо титанозаврів та добуває другий зразок. Оскільки кетцалькоатль — велика та хижа тварина, команда сподівається отримати останній зразок з його яйця. Зора, Генрі та Леклерк спускаються зі скелі по мотузці, щоб дістатися до гнізда, розташованого в стародавньому храмі. Кетцалькоатль повертається до гнізда та вбиває Леклерка, поки Зорі та Генрі вдається врятувати зразок і втекти з храму.
В іншому місці на острові Рубен хвалить Ксав'єра за порятунок Терези. Родина шукає комплекс InGen, щоб викликати звідти допомогу. Їм трапляється мутадон — гібрид раптора та птерозавра, й малий аквілопс, якого Ізабелла забирає та називає Долорес. Вони знаходять надувний човен і, переживши напад тиранозавра, прямують вниз по річці.
У комплексі родина возз'єднується з експедиційною групою. Коли Тереза звинувачує Мартіна, він погрожуючи зброєю, краде зразки у Зори та тікає до вертолітного майданчика сам. Зграя мутадонів накидається на решту, і ті тікають підземними тунелями. Рятувальний гелікоптер прибуває, але його знищує Distortus rex, який потім пожирає Мартіна. Решта групи досягають замкнених воріт у кінці тунелю та бачать човен на іншому боці. Ізабелла, достатньо мала, щоб пролізти крізь ворота, відмикає їх, дозволяючи групі сісти на човен, поки Дункан віднаджує Distortus rex за допомогою сигнальної ракети.
Зора, Генрі, Рубен, Тереза, Ксав'єр та Ізабелла тікають на човні, а Дункан приєднується до них після відступу Distortus rex. Маючи зразки, Зора та Генрі погоджуються розповсюджувати нові ліки без патенту по всьому світу.

## Акторський склад
| Актор                 | Роль                    |
| --------------------- | ----------------------- |
| Скарлетт Йоганссон    | Зора Беннетт            |
| Джонатан Бейлі        | доктор Генрі Луміс      |
| Мануель Гарсіа-Рульфо | Рубен Дельгадо          |
| Руперт Френд          | Мартін Кребс            |
| Магершала Алі         | Дункан Кінкейд          |
| Луна Блез             | старша донька Дельгадо  |
| Девід Яконо           | син Дельгадо            |
| Одріна Міранда        | молодша донька Дельгадо |
| Ед Скрейн             | Боббі Атвотер           |

## Виробництво

### Розробка
За словами продюсера Френка Маршалла, сюжет «Світу Юрського періоду 3» (2022) ознаменує «початок нової ери», в якій людям доведеться співіснувати з динозаврами. Режисер і сценарист Колін Треворроу, який дев'ять років працював над трилогією «Світ Юрського періоду», у травні 2022 року заявив, що, швидше за все, не повернеться до роботи над наступним фільмом, хіба що в ролі консультанта.
Наприкінці січня 2024 року стало відомо, що студія Universal Pictures розробляє новий фільм про Юрський період, а Девід Кепп, який раніше працював над «Парком Юрського періоду» (1993) і його продовженням, написав сценарій. Він також розробив основну сюжетну лінію «Парку Юрського періоду 3» (2001), але пізніше відхилив пропозицію написати сценарій для «Світу Юрського періоду» (2015), оскільки вважав, що йому більше немає чого додати до цієї серії. Фільм продюсують Маршалл і Патрік Кроулі через The Kennedy/Marshall Company, а Стівен Спілберг повернеться виконавчим продюсером через Amblin Entertainment. Персонажі з трилогій «Парк Юрського періоду» та «Світ Юрського періоду», а саме актори Кріс Пратт, Брайс Даллас Говард, Сем Ніл, Лора Дерн і Джефф Голдблюм, не повернуться.
Девід Літч на початку лютого 2024 року вів перемовини щодо режисури фільму, але через кілька днів переговори перервалися, адже перебіг проєкту на той момент не залишав можливості для його творчого внеску. Наприкінці того ж місяця режисером був затверджений Гарет Едвардс. Спілбергу сподобався «Ґодзілла» Едвардса, а Едвардс є шанувальником оригінального «Парку Юрського періоду». Едвардс планував зробити перерву в студійному кінематографі і був зайнятий написанням нового фільму, коли йому запропонували «Світ Юрського періоду», який він описав як «єдиний фільм, який змусить мене кинути все, і зануритися в роботу».
Кастинг розпочався у березні 2024 року і тривав протягом наступних трьох місяців. Зрештою до проекту приєдналися Скарлетт Йоханссон, Джонатан Бейлі, Мануель Гарсія-Рульфо, Руперт Френд, Магершала Алі, Луна Блейз, Девід Яконо та Одріна Міранда. Ґлен Пауелл, який озвучив Дейва в мультсеріалі «Світ Юрського періоду: Крейдовий табір» (2020—2022), відмовився від ролі. Дженніфер Лоуренс розглядалася на роль, яка зрештою дісталася Йоханссон. Палеонтолог Стів Брусатте повертається з попереднього фільму як консультант з динозаврів. У серпні 2024 року Ед Скрейн доєднався до касту.

### Зйомки
Основні зйомки розпочалися 13 червня 2024 року в Таїланді. Зйомки триватимуть там місяць і проходитимуть у Національному парку Khao Phanom Bencha в Крабі, у Національному парку Hat Chao Mai у Трангу та Національному парку Ao Phang Nga у Пханг Нга. Зйомки також відбуватимуться з липня по вересень 2024 року на Malta Film Studios у Калкарі, Мальта, а потім переїдуть до Лондона. Очікується, що зйомки завершаться 18 жовтня 2024 року. Оператором-постановником виступив Джон Метьюсон.

## Випуск
Прем'єра в кінотеатрах США відбулася 2 липня 2025 року.

## Сприйняття
На вебсайті агрегатора відгуків Rotten Tomatoes 51 % відгуків позитивні. Консенсус вебсайту узагальнює: «Повертаючись до основ із захопливими декораціями та скам'янілими кліше, „Світ Юрського періоду: Відродження“ не розвиває цю доісторичну франшизу, але відновлює деякі з її найнадійніших ДНК». Середньозважена оцінка на Metacritic склала 50 балів зі 100, що вказує на «змішані або посередні» відгуки.
Пітер Дебрюдж у Variety зробив висновок, що фільм слугує своєрідним перезавантаженням, не повертаючи жодного з колишніх акторів, а натомість дозволяючи сценаристу Девіду Кеппу повторити те, що добре спрацювало в оригінальному фільмі. «Світ Юрського періоду: Відродження» пропонує оновлену версію того ж базового фільму, який Спілберг запропонував 32 роки тому, і все ж він навряд чи здасться важливим для загальної міфології серіалу, а також не вказує на те, куди може рухатися франшиза.
Девід Руні в The Hollywood Reporter оцінив, що «Світ Юрського періоду: Відродження» долає невдалі рішення «Домініону», частково повторюючи оригінальний фільм 1993 року. Поєднання фізичних локацій з декораціями та цифровими зображеннями бездоганне, а робота над комп'ютерною графікою істот першокласна, особливо в страшній кульмінаційній частині. Значна частина гумору походить від непідготовленості Генрі в окулярах до польових операцій, оскільки він провів своє трудове життя в музеях, а також від його жартівливого флірту з Зорою.
Денис Федорук на ITC.ua відгукнувся, що в фільму «кричуще вторинний та передбачуваний сюжет», хоча також гарна візуальна складова, хороший акторський склад і кілька захопливих сцен в автентичному дусі франшизи.
Фільм за 2 дні заробив по всьому світу 140 млн доларів, а за тиждень касові збори досягнули 410 млн доларів.